# Gahnia grandis
Gahnia grandis är en halvgräsart som först beskrevs av Jacques-Julien Houtou de La Billardière, och fick sitt nu gällande namn av Stanley Thatcher Blake. Gahnia grandis ingår i släktet Gahnia och familjen halvgräs. Inga underarter finns listade i Catalogue of Life.

## Bildgalleri

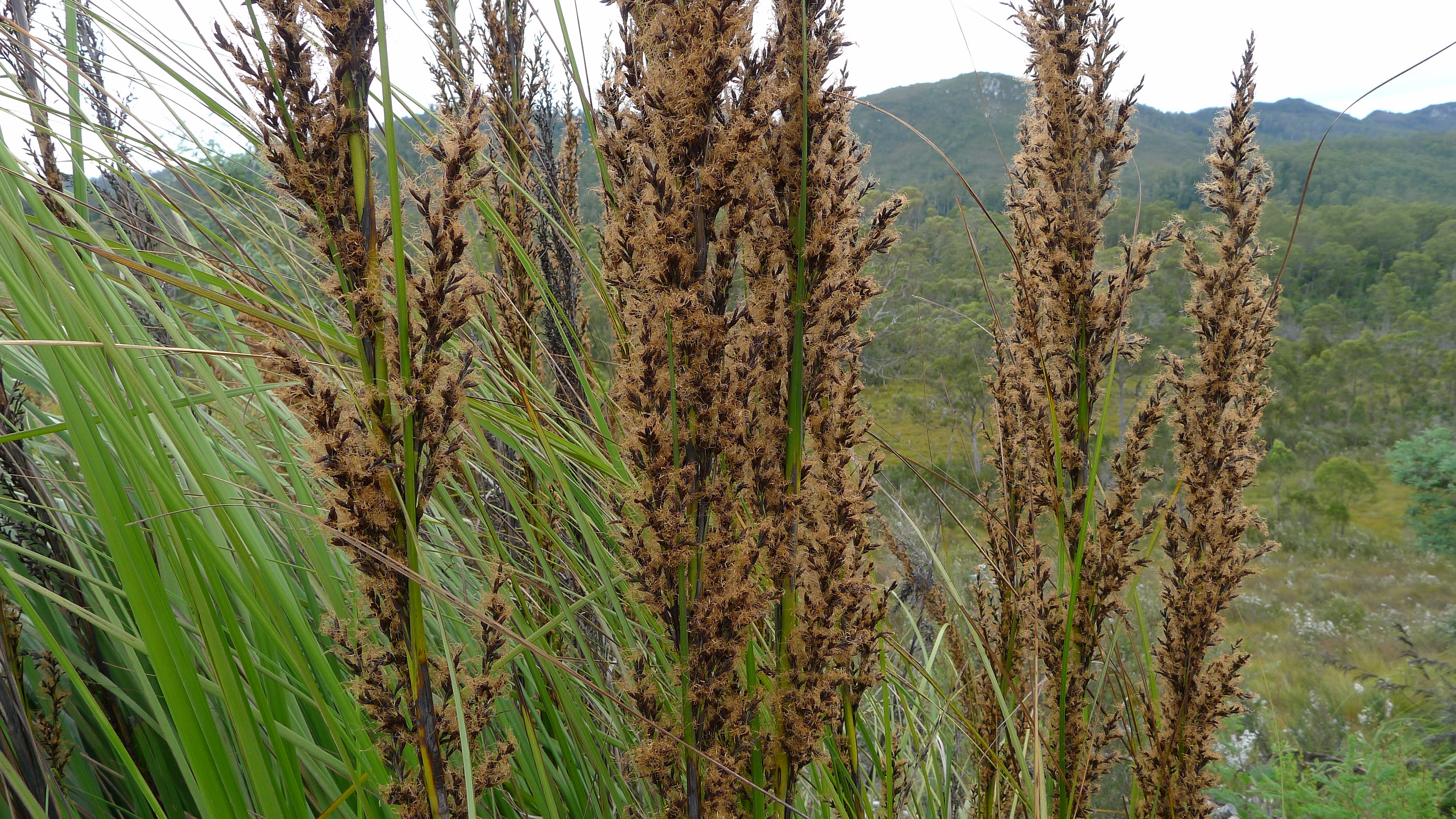
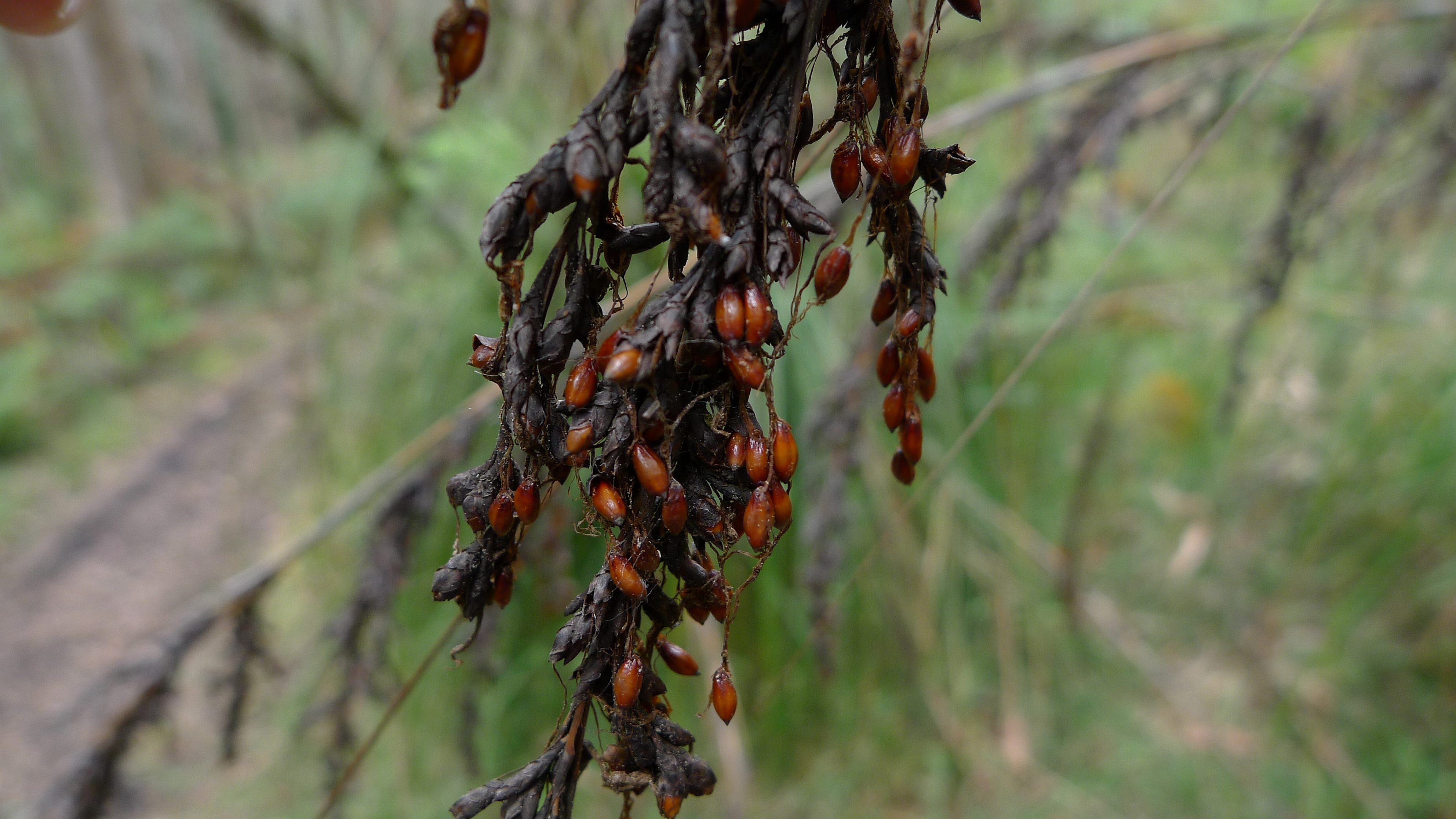